# كنيسة الملاك ميخائيل
كنيسة الملاك ميخائيل هيَ واحدة من كنائس الروم الكاثوليك الموجودة في مدينة حلب، وتقع في حيّ العزيزية، وهي مكّرسة على اسم رئيس الملائكة ميخائيل. 

## التاريخ
كان في موقع الكنيسة الحالية كنيسة بيزنطية قديمة لها أرضية من مربع طول ضلعه 2.5 متر مُزخرفة بالدوائر والأشكال الهندسية ومزيّنة بالفسيفساء. وفي عام 1850، بعد حوادث العنف ضد المسيحيين خلال قومة حلب، نزحَت مجموعة من المسيحيين الروم الكاثوليك من حي الجديدة إلى حي العزيزية وبدأ مطرانهم في مشروع بناء الكنيسة بمساعدة مهندسين محليين، بعد حصوله على التبرعات اللازمة من عائلة الحمصي.

## الملحقات
تحوي مكتبة دينية ومركزًا لدعم المعوّقين، وثمثالًا تذكاريًا للبطريرك مكسيموس الرابع الصائغ. بالإضافة للعديد من مراكز النشاطات الشبابيّة وصالات استقبال لحفلات الزواج ومراسم التعزية. 